# Burgstall Hauzenstein
Der Burgstall Hauzenstein befindet sich in Hauzenstein, einem Ortsteil der Gemeinde Wenzenbach im oberpfälzischen Landkreis Regensburg von Bayern. Die Anlage wird als Bodendenkmal unter der Aktennummer D-3-6839-0077 im Bayernatlas als „archäologische Befunde im Bereich des ehem. Schlosses in Hauzendorf, zuvor mittelalterliche Burg“ geführt.

## Geschichte
Die Burg war der Sitz der Herren von Hauzenstein. Er wird 1372 als vermutlich jüngste Burg im Landkreis Regensburg erstmals erwähnt. Besitzer war damals ein Hermann Hauzendorfer. Spätere Besitzer waren die Paulsdorfer, ab 1592 die Familie Freidl und Brentano von Brentheim. Die Burg wurde während des Dreißigjährigen Krieges zerstört.  Unterhalb der Burganlage Anlage wurde Ende des 17. Jh. von der Familie Freidl aus Steinen der alten Burg das Schloss Hauzenstein errichtet. 

## Beschreibung
Der Burgstall liegt ca. 150 m nördlich des Schlosses Hauzenstein am „Sonnenberg“ auf einem Bergvorsprung.